# Ins blaue Leben
Ins blaue Leben ist ein zum Jahreswechsel 1938/39 entstandener deutsch-italienischer Spielfilm von Augusto Genina mit Lilian Harvey und Vittorio de Sica in den Hauptrollen.

## Handlung
Annie Wagner, genannt Mimi, arbeitet als Garderobiere in einem Wiener Theater. Sie lebt den Klein-Mädchen-Traum von einem Prinzen, der sie eines Tages freien wird, und vom kleinen Glück in der großen, weiten Welt. Aus Sympathie erlaubt ihr eine am Theater beschäftigte, bekannte Sängerin, mit deren Auto eine Spritztour ins Grüne zu unternehmen. Lediglich der edle Rassehund der Künstlerin soll auf diesem Wege ausgeführt werden. Als der italienische Geiger Riccardo Albanova sie mit dem Tier aus dem Fahrzeug aussteigen sieht, nimmt er an, dass Annie eine junge Dame aus besseren Kreisen sein müsse.
Eines Tages wird im Orchesterraum ein Tanzball veranstaltet. Als Höhepunkt werden Glückslose in die Luft geworfen, die wie Sterne aussehen. Eines dieser Lose fällt durch eine geöffnete Luke in den Keller hinab, wo Annie arbeitet. Sie kann ihr Glück kaum fassen, als sie das Los öffnet: Mimi hält den Hauptgewinn in den Händen! Der Preis ist eine Reise nach Italien, doch Mimi kann selbige nicht antreten, weil der Vertreter des Ballkomitees sich weigert, sie als Gewinnerin anzuerkennen. Dafür müsste Annie nämlich eine Eintrittskarte zum Ball besitzen.
Ein gewisser Mr. Forster erweist sich als rettender Engel, denn der kann das Problem lösen. Aus Annie sprudelt es daraufhin heraus: Sie erklärt wortreich diesem reichen Amerikaner, dass sie nämlich schon immer nach Italien reisen wollte, um dort den Prinzen ihrer Träume kennen zu lernen. Da hat Forster eine Idee. Bei einer Zugfahrt hat der ältere Herr den jungen Geiger Riccardo kennen gelernt und bietet diesem an, ihn zu engagieren – er müsse lediglich bei Annie den Traumprinz spielen. Als Riccardo auf diese Weise Annie wiedersieht, ist dieser entzückt von der zartgliedrigen, jungen Frau und verliebt sich augenblicklich in sie.
Auch Mimi gefällt der schmucke Italiener außerordentlich gut, doch ist sie nicht naiv genug, um anzunehmen, dass sich ein Fürst mit einem so unbedarften Mädel aus niedrigem Stande einlassen würde. In der Blauen Grotte auf Capri will Riccardo Mimi endlich die gesamte Wahrheit gestehen, doch dann verlässt ihn der Mut. Die Garderobiere lässt ihre gedanklichen Luftschlösser platzen und kehrt mit einer schönen Erinnerung nach Wien heim. Als Mr. Forster sein Protegé derart niedergeschlagen sieht, macht er Mimi klar, dass es sich bei dem jungen „Prinzen“ lediglich um einen einfachen Geiger handelt, der genauso mittellos wie sie selbst sei. Annie freut sich sehr darüber und platzt mitten in die Orchesterprobe, an der auch Riccardo teilnimmt, hinein. Beide wissen nun, dass sie eine gemeinsame Zukunft haben werden.

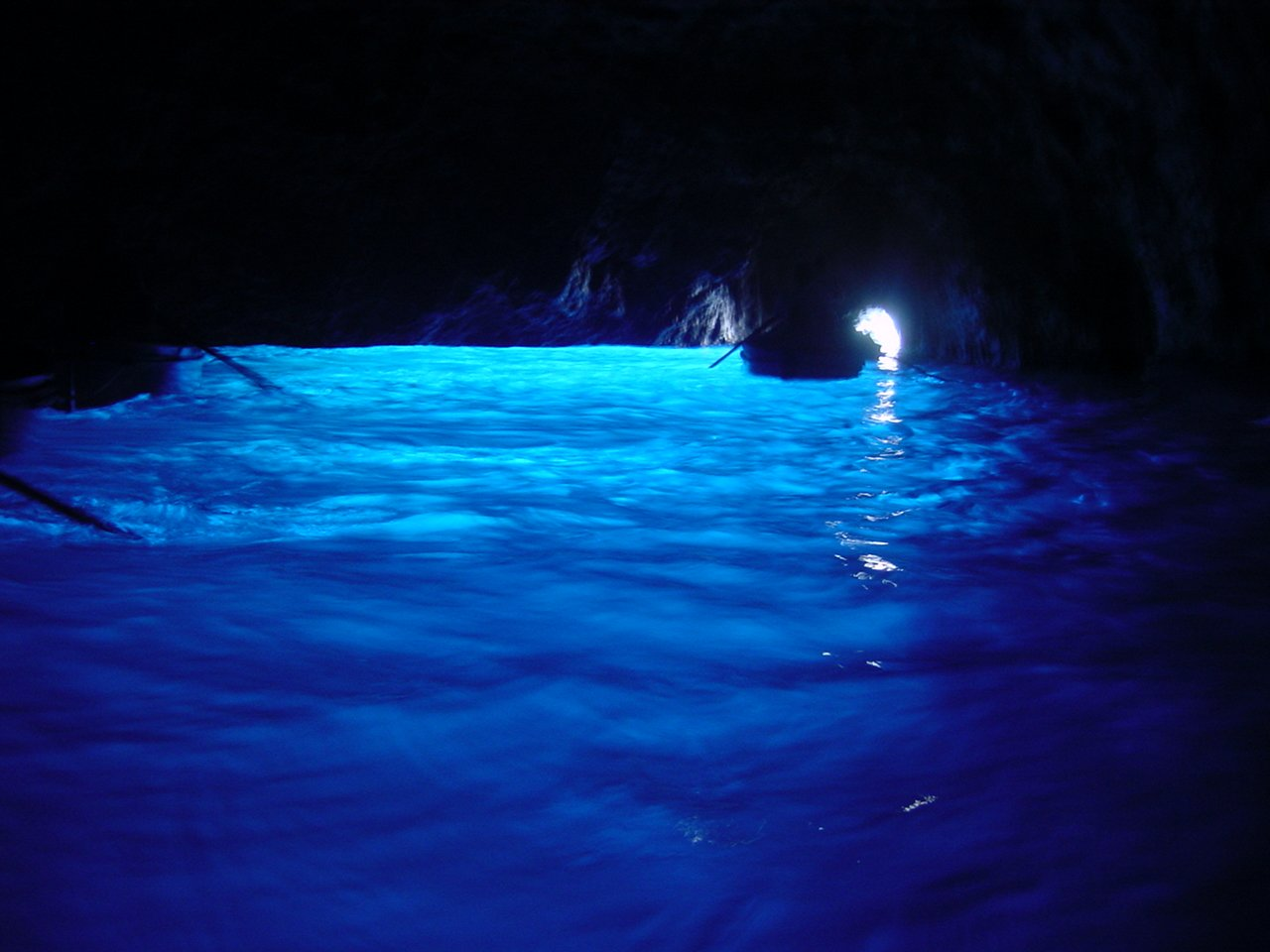
Einer der Handlungsorte: Die Blaue Grotte

## Produktionsnotizen
Der Film wurde in zwei Sprachversionen von Mitte Oktober 1938 bis Anfang Januar 1939 in Cinecittà gedreht. Die zahlreichen Außenaufnahmen wurden in Venedig, Florenz, Rom, Capri, Neapel und Wien hergestellt. Die reichsdeutsche Premiere fand am 4. April 1939 in Wien statt, die Berliner Erstaufführung war acht Tage später im Ufa-Palast am Zoo.
Guido Fiorini und Gastone Medin gestalteten in den römischen Ateliers die Filmbauten. Die Kostüme stammen von Manon Hahn. Die Texte zu den Liedern der deutschen Version entstammten der Feder von Willy Dehmel.
Die Lieder „Das Leben ist so schön“ und „Guten Tag, liebes Glück“ wurden von Lilian Harvey intoniert, Vittorio de Sica trug auf Deutsch das Lied „Mein kleines Prinzesschen“ vor.
Ins blaue Leben war kein großer Filmerfolg und wurde in Deutschland wenig beachtet. Harvey konnte damit nicht an ihre Erfolgsfilme bis 1937 heranreichen.
Die italienische Version hieß Castelli in aria (Luftschlösser). Diese Fassung erlebte seine Premiere während der Internationalen Filmkunstausstellung von Venedig am 15. August 1939. Harvey, de Sica, Treßler, von Stolz und Odemar wiederholten hier ihre Rollen, die Darsteller der kleineren Rollen waren durchgehend Italiener.

## Kritiken
In La Tribuna konnte man lesen: „Nicht der beste Film Geninas, da stimmen alle zu. Ist es aber trotzdem ein Film, der gefallen kann? Wenn man nach dem Erfolg geht, den er in Deutschland hatte, kann man mit ‚ja‘ antworten. (…) Die Fabel wurde mit Anmut zum Leben gebracht, mit einer frischen Naivität seitens der Harvey; De Sica mit jener generösen Wärme, die uns in all seine sentimentalen Abenteuer zieht, stets so abenteuerlich, stets so sentimental.“
Im Fachmagazin Film hieß es: „Der Film von Augusto Genina ist in einer perfekten fliegenden Balance gehalten, auf den Schwingen des Wahren und Nicht-Wahren, ein Märchen, das ganz spontan von seinen Stars lebt.“